# Federação Boliviana de Voleibol
A Federação Boliviana de Voleibol  (em espanholː Federación Boliviana de Voleibol,FeBV) é  uma organização fundada em 1966, que governa a pratica de voleibol na Bolívia, sendo membro da Federação Internacional de Voleibol, a entidade é responsável por  organizar  os campeonatos nacionais de  voleibol, masculino e feminino no país.